# 快碼輸入法
快碼輸入法是一個由香港九方科技控股有限公司開發的字形輸入法，其把漢字歸類為可橫向分割字和不可橫向分割字，然後再按照其輸入漢字的法則把漢字編碼。
軟件必須於購買後再進行登記和安裝，才能使用。

## 歷史
該輸入法是在1993年由香港劇作家梁立人發明，後來他又和香港首屆「十大傑出數碼青年」劉文建合作改進該輸入法。
1998年8月左右，進入中國大陸市場。
目前最新版本為「快碼 v11」，在2023年上市。

## 特色
快碼輸入法是一種形碼輸入法，字根普遍較大塊，大多是可獨立使用的完整漢字，數量也較多。它以「快過倉頡，易過簡易」作宣傳口號。
快碼的字根共有377個。它使用了QWERTY鍵盤上26個英文字母鍵、10個數字鍵、9個標點符號鍵，即總共用45鍵。另外把「，」和「．」作特殊用途鍵。
根據說明書所稱，快碼輸入法的重碼率約百分之五。如果加上以「第一選字鍵」和「第二選字鍵」即時選字，重碼率可減至百分之一左右。但有輸入法研究者認爲是謊言。

## 取碼原則
快碼輸入法把漢字歸類為可橫向分割字（橫分字）以及不可橫向分割字（非橫分字），然後按照「可橫向分割字取左邊首碼，右邊首尾碼」（即「橫分字：首-首尾」）、「不可橫向分割字則取首尾碼」（即「非橫分字：首尾」）的原則取碼。但有輸入法研究者指其實際取碼經常不依此規則。

## 普及程度和使用問題
快碼輸入法是專有軟體，註冊後才可使用，而且不是Microsoft Windows等作業系統內置的輸入法之一，故此其使用者的人數比現時大部份主流輸入法的使用者人數更低。另外，快碼輸入法的字根佔用了大鍵盤上排的數字鍵，不便手提電腦使用者輸入數字。快碼輸入法的其他問題包括重碼率高、字根較多等。

## 爭議
《信報財經新聞》的古都形容第五代的快碼輸入法「售價不便宜」，但「問津者也不少」。
快碼輸入法支援新版作業系統速度緩慢，常在新作業系統推出一段時間後，才有支援新作業系統的版本面世，甚至一度被用戶及電視劇集的編劇指它快變成孤兒軟件。而其生產公司近年都力推九方輸入法，令用戶感到受冷落。

## 外部連結
- 快碼輸入法官方網頁 （页面存档备份，存于）